# Catedral de San Esteban (Biella)

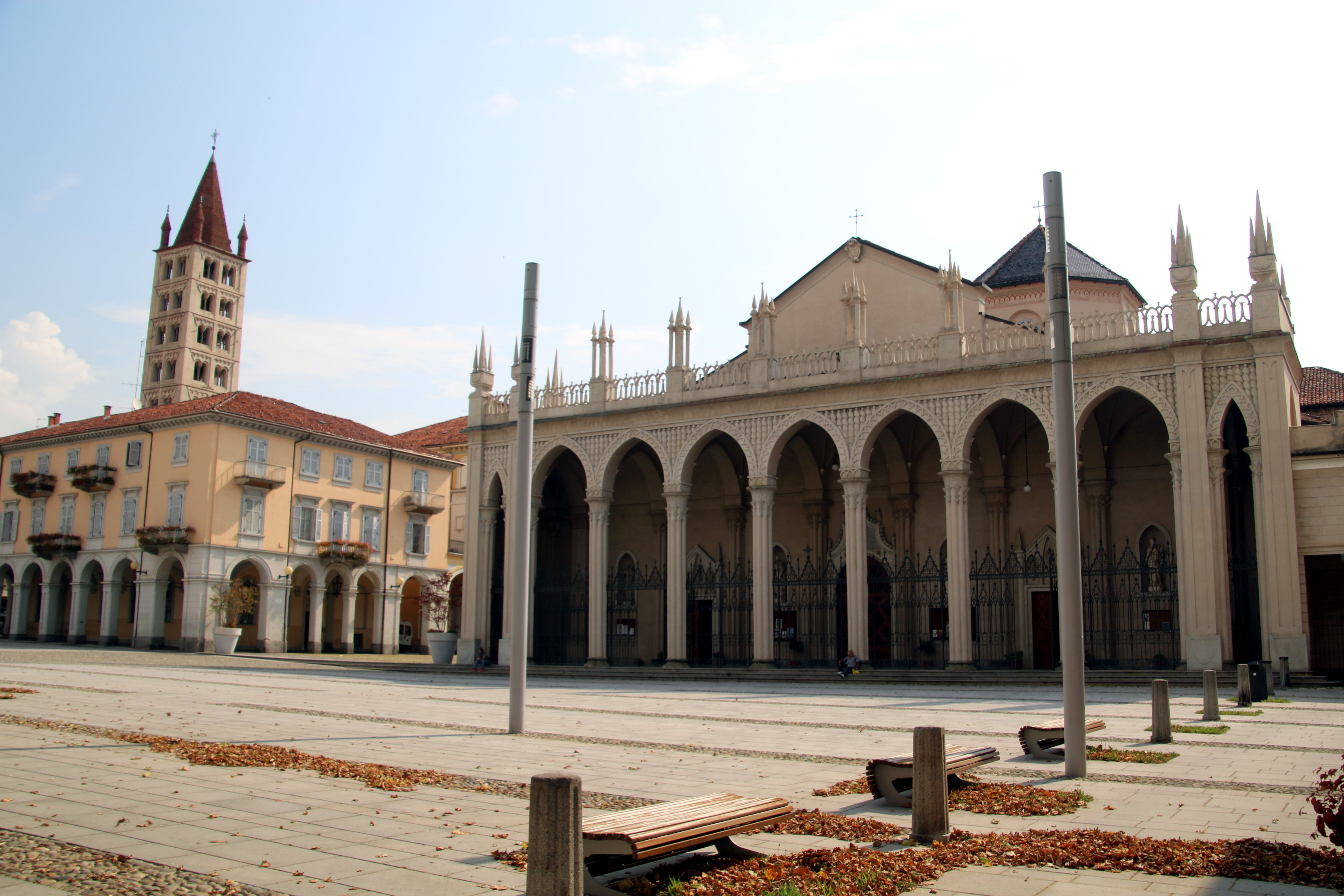
Vista de la plaza del Duomo

La catedral de San Esteban o simplemente catedral de Biella (en italiano: Cattedrale di S. Stefano) es el lugar más importante del culto católico en Biella, en el Piamonte, Italia; es la iglesia madre de la diócesis de Biella.
Está dedicada a San Esteban Protomártir. En el siglo XI se construyó en el sitio de la catedral de hoy una pequeña iglesia de la cual hay algunos capiteles. A partir de 1402 se construyó la iglesia de Santa María la Mayor (o Santa Maria in Piano) para seguir un voto hecho por el pueblo después de la plaga de 1399.
En 1772, Santa María la Mayor es elegida como la catedral de la nueva diócesis de Biella y completamente restaurada en estilo neogótico por Ignazio Giulio Antonio. En esta fase, que se extiende hasta 1803, la iglesia fue ampliada con la adición de dos naves y capillas laterales, con la construcción de la sacristía, y el lugar de sepultura de los cánones.
El edificio se completó posteriormente con la extensión de los pasillos y la construcción de un pórtico de estilo neogótico de Felice Marandono (1826).